# Jérôme Lalande
Joseph Jérôme Lefrançois de Lalande (Bourg-en-Bresse, 11 luglio 1732 – Parigi, 4 aprile 1807) è stato un astronomo francese.

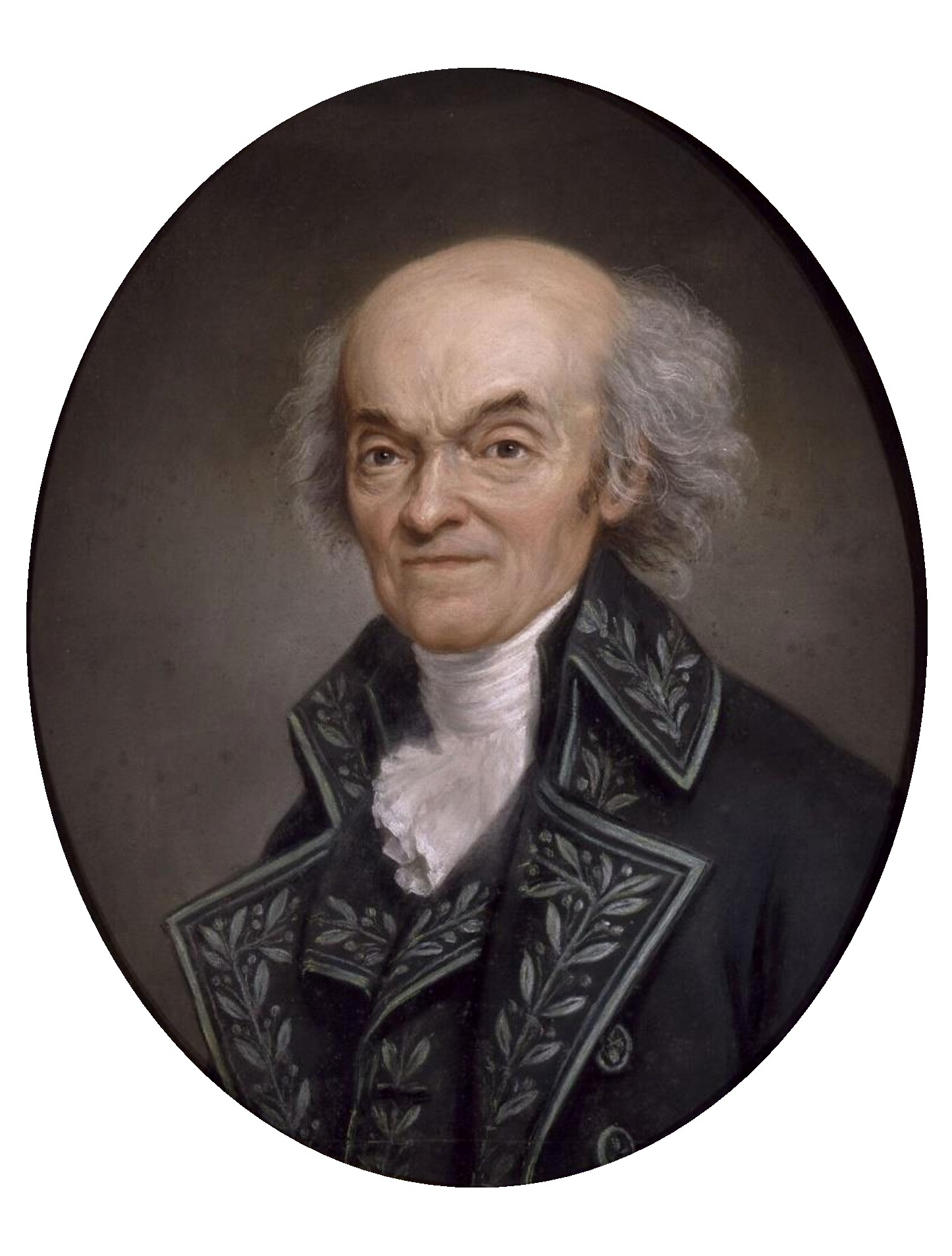
J.J. de Lalande

Fu direttore dell'Osservatorio di Parigi dal 1795 e nel 1801 compilò il catalogo più completo del suo tempo con le indicazioni della posizione di 47 390 stelle, Histoire Céleste Française.

## Biografia
Lalande nacque a Bourg (nel dipartimento francese di Ain). I suoi genitori lo mandarono a studiare legge a Parigi e fu frequentando l'Hôtel Cluny - dove Joseph Nicolas Delisle aveva il suo osservatorio - che egli fu attratto dall'astronomia. Divenne così pupillo sia dello stesso Delisle che di Pierre Lemonnier. 

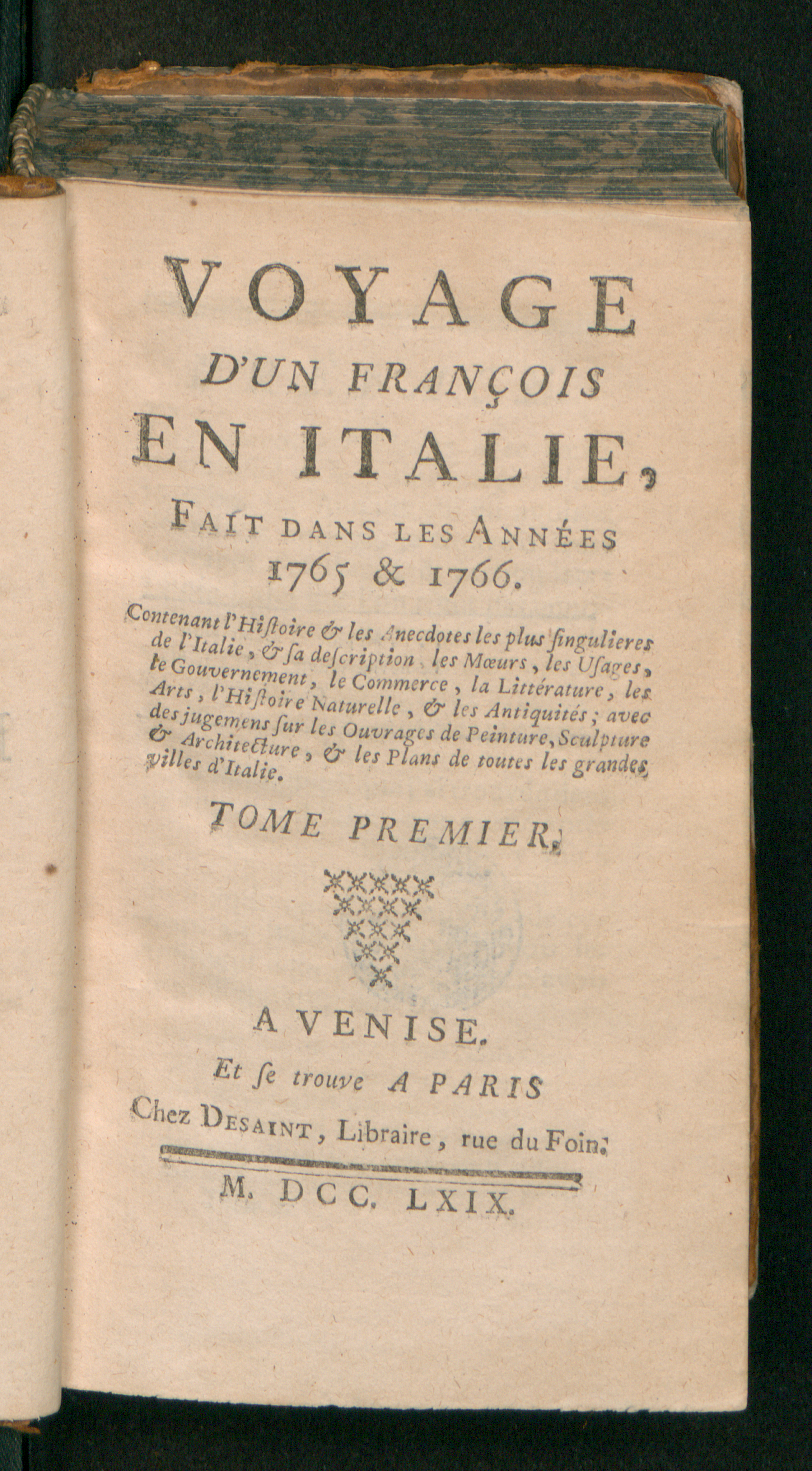
Voyage d'un françois en Italie, fait dans les années 1765 et 1766. Tome premier, 1769

Dopo aver completato gli studi Lalande tornò a Bourg per fare l'avvocato. La svolta nel suo destino di studioso di astronomia - quasi segnata, è il caso di dire, nelle stelle - avvenne quando Lemonnier gli propose di recarsi a Berlino per approfondire le osservazioni sul parallasse lunare avviate - a Capo di Buona Speranza - da Nicolas Louis de Lacaille.
Insieme allo scienziato britannico John Flamsteed, primo astronomo reale d'Inghilterra, Lalande fu il primo a catalogare le stelle più luminose e a pubblicarle nella edizione francese del 1645–1719. Un astro da lui messo a catalogo oggi porta il suo nome: è la stella Lalande 21185.
Fu direttore dell'Osservatorio di Parigi dal 1795 e nel 1801 compilò il catalogo più completo del suo tempo con le indicazioni della posizione di 47.390 stelle, Histoire Céleste Française.
Scrisse un elogio dedicato all'astronomo Jean Sylvain Bailly quando questi morì ghigliottinato nel 1793 durante il Terrore della rivoluzione francese. Alcuni anni prima i due avevano avuto una disputa per la priorità del calcolo dei nodi e delle variazioni nell'inclinazione delle orbite del secondo e del terzo satellite di Giove, che però si era risolta in una riappacificazione.
Scrisse inoltre un monumentale diario di viaggio, Voyage d'un Français en Italie, fait dans les années 1765 et 1766, pubblicato in più volumi nel 1769. Fra i suoi corrispondenti scientifici si trovarono infatti anche studiosi italiani, come l'astronomo Giuseppe Slop. Fu Maestro dell'abate Piazzi che ne commissionò il ritratto a Giuseppe Velasco nel 1791 [https://www.astropa.inaf.it/museodellaspecola/quadreria/ritratto-di-jerome-de-lalande/]
Massone, fu membro della celebre loggia parigina "Les Neuf Soeurs" del Grande Oriente di Francia.

## Opere
- (FR) Jérôme Lalande, Voyage d'un Français en Italie, fait dans les années 1765 et 1766. 1, A Venise ; et se trouve a Paris, chez Desaint, libraire, rue du Foin, 1769. URL consultato il 16 marzo 2016.
- (FR) Jérôme Lalande, Voyage d'un françois en Italie, fait dans les années 1765 et 1766. 2, A Venise ; et se trouve a Paris, chez Desaint, libraire, rue du Foin, 1769. URL consultato il 16 marzo 2016.
- (FR) Jérôme Lalande, Voyage d'un françois en Italie, fait dans les années 1765 et 1766. 3, A Venise ; et se trouve a Paris, chez Desaint, libraire, rue du Foin, 1769. URL consultato il 16 marzo 2016.
- (FR) Jérôme Lalande, Voyage d'un françois en Italie, fait dans les années 1765 et 1766. 4, A Venise ; et se trouve a Paris, chez Desaint, libraire, rue du Foin, 1769. URL consultato il 16 marzo 2016.
- (FR) Jérôme Lalande, Voyage d'un françois en Italie, fait dans les années 1765 et 1766. 5, A Venise ; et se trouve a Paris, chez Desaint, libraire, rue du Foin, 1769. URL consultato il 16 marzo 2016.
- (FR) Jérôme Lalande, Voyage d'un françois en Italie, fait dans les années 1765 et 1766. 6, A Venise ; et se trouve a Paris, chez Desaint, libraire, rue du Foin, 1769. URL consultato il 16 marzo 2016.
- (FR) Jérôme Lalande, Voyage d'un françois en Italie, fait dans les années 1765 et 1766. 7, A Venise ; et se trouve a Paris, chez Desaint, libraire, rue du Foin, 1769. URL consultato il 16 marzo 2016.
- (FR) Jérôme Lalande, Voyage d'un françois en Italie, fait dans les années 1765 et 1766. 8, A Venise ; et se trouve a Paris, chez Desaint, libraire, rue du Foin, 1769. URL consultato il 16 marzo 2016.
- (FR) Jérôme Lalande, Voyage d'un françois en Italie, fait dans les années 1765 et 1766. Atlas, A Venise ; et se trouve a Paris, chez Desaint, libraire, rue du Foin, 1769. URL consultato il 16 marzo 2016.
- (FR) Astronomie, vol. 1, Paris, veuve Nicolas Desaint, 1771.
- (FR) Astronomie, vol. 2, Paris, veuve Nicolas Desaint, 1771.
- (FR) Astronomie, vol. 3, Paris, veuve Nicolas Desaint, 1771.
- (FR) Jérôme Lalande, Réflexions sur les cometes qui peuvent approcher de la terre, A Paris, chez Gibert, libraire, Quai des Augustins, à la descente du Pont-Neuf, 1773. URL consultato il 23 marzo 2016.
- Dictionnaire des Athées anciens et modernes (1800), con Sylvain Maréchal